# Барабай
Барабай (индон. Barabai) — город в Индонезии, расположенный на территории провинции Южный Калимантан. Административный центр округа Центральный Хулусунгай.

## Географическое положение
Город находится в северной части провинции, на юго-востоке острова Калимантан, на высоте 100 метров над уровнем моря.

Барабай расположен на расстоянии приблизительно 118 километров к северо-востоку от Банджармасина, административного центра провинции.

## Население
По данным официальной переписи 2000 года, население составляло 44 110 человек.
Динамика численности населения города по годам:
| 1990   | 2000   | 2012    |
| ------ | ------ | ------- |
| 20 300 | 44 110 | 102 411 |